# Ansari X Prize
Ansari X Prize byla veřejná soutěž o 10 miliónů dolarů pro první nevládní organizaci, které se podaří vypustit pilotovanou raketu do vesmíru, a to dvakrát v průběhu dvou týdnů. Soutěž vyhlásila v roce 1996 organizace X Prize Foundation, ukončena byla 4. října 2004 (v den 47. výročí startu Sputniku 1), kdy podruhé během pěti dnů úspěšně odstartovala raketa SpaceShipOne konstruktéra Burta Rutana.
Soutěž se původně jmenovala pouze X Prize, avšak 6. května 2004 byla přejmenována na počest amerických milionářů íránského původu, Anúše a Amíra Ansáríových, kteří soutěž sponzorovali několika milióny dolarů.

## Motivace
Ansari X Prize byla inspirována Orteigovou cenou z roku 1919 pro prvního letce, který non-stop letem doletí z New Yorku do Paříže. Tuto cenu získal v roce 1927 Charles Lindbergh. Cílem Ansari X Prize bylo otevřít dveře komerčním letům do vesmíru a vesmírné turistice.